# Larry Robinson
Vous lisez un « article de qualité » labellisé en 2011.
Pour les articles homonymes, voir Larry Robinson (homonymie), Robinson, Larry Clark (homonymie) et Clark.
Temple de la renommée : 1995
Larry Clark Robinson (né le 2 juin 1951 à Winchester en Ontario, Canada) est un joueur et entraîneur de la Ligue nationale de hockey.
Mesurant 1,93 mètre et pesant 100 kg, Larry Robinson est un grand et imposant défenseur, pourtant mobile et agile sur les patins. Il joue dix-sept saisons pour les Canadiens de Montréal et trois de plus avec les Kings de Los Angeles. Il remporte à deux reprises le trophée James-Norris, remis chaque année au meilleur défenseur de la LNH, et une fois le trophée Conn-Smythe du meilleur joueur des séries éliminatoires. Il remporte avec les Canadiens six Coupes Stanley. Un des défenseurs les plus dominants de sa génération, il fait partie d'une des meilleures brigades défensives de l'histoire de la LNH : en compagnie de Serge Savard et Guy Lapointe, ils forment le Big Three. À la fin de sa carrière, il occupe le premier rang de l'histoire chez les joueurs de la LNH pour son différentiel de +722 ; il arrête sa carrière de joueur en 1992 après avoir joué 1 384 rencontres en saison régulière et 227 lors des séries.
Lors de sa retraite, il devient entraîneur assistant des Kings puis entraîneur en chef de la même équipe pour la saison 1995-1996. Après quatre saisons passées en tant qu'entraîneur principal des Kings, il rejoint les Devils du New Jersey qu'il mène à la victoire de la Coupe Stanley lors de la saison 1999-2000.
Le 19 novembre 2007, son chandail numéro 19 est retiré au Centre Bell.

## Biographie

### Ses débuts

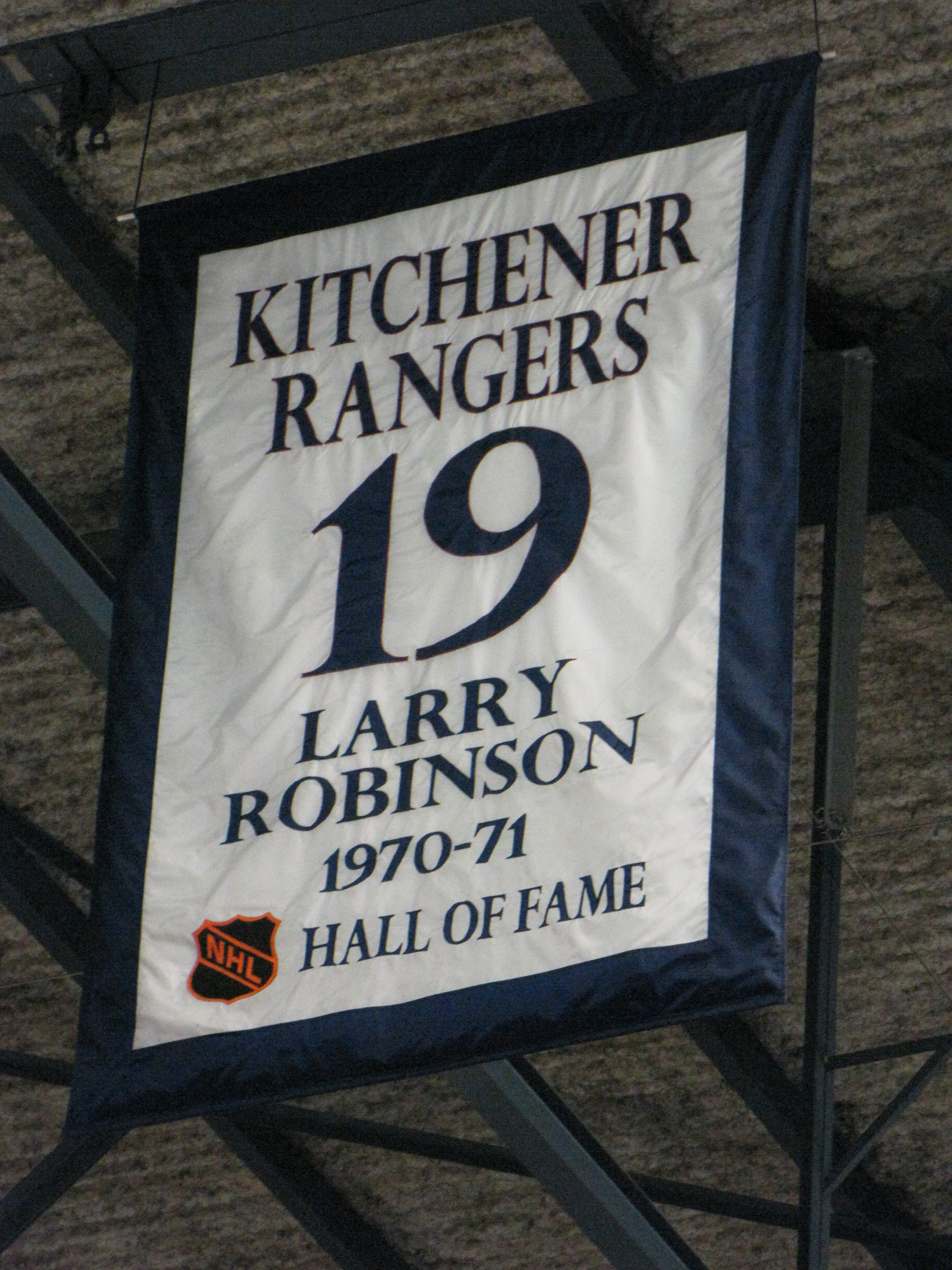
Bannière en l'honneur de Robinson dans la patinoire des Rangers de Kitchener.

Larry Clark Robinson est né le 2 juin 1951 à Winchester en Ontario au Canada. Il grandit en étant admirateur des Black Hawks de Chicago et plus tard tente de rejoindre les 67 d'Ottawa pour jouer au poste d'attaquant. Il est invité à jouer un match avec l'équipe, mais arrive en retard ; Bill Long, entraîneur de l'équipe, lui dit alors qu'il n'est pas nécessaire qu'il se change. Barry Fraser, entraîneur de Brockville lui donne plus tard sa chance pour jouer comme défenseur au sein de son équipe en 1969-1970 ; ainsi, il rejoint les rangs du hockey junior en jouant pour les Braves de Brockville puis pour les Rangers de Kitchener de l'association de hockey de l'Ontario en 1970-1971.
Lors de l'été 1971, il participe au repêchage amateur dans la Ligue nationale de hockey et il est le vingtième choix au total de la séance qui est organisée à Montréal au Canada. Il est le quatrième choix des Canadiens de Montréal qui choisissent avant lui Guy Lafleur, Chuck Arnason et Murray Wilson en tant que, respectivement, premier, septième et onzième choix.
Robinson fait ses débuts professionnels lors de la saison 1971-1972 avec les Voyageurs de la Nouvelle-Écosse de la Ligue américaine de hockey. À la fin de la saison régulière, les Voyageurs terminent avec quatre-vingt-seize points, mais sont à égalité parfaite avec les Braves de Boston en tête de la division de l'Est : même nombre de points, de matchs gagnés, nuls et perdus. Ce sont finalement les Braves qui sont déclarés champions de la division au vu des confrontations directes entre les deux équipes,. Les Voyageurs sont cependant qualifiés pour les séries éliminatoires et, lors de la première ronde, ils affrontent les Kings de Springfield, troisième équipe de la division. Michel Plasse, le gardien de but de la Nouvelle-Écosse, réalise avec l'aide de sa défense un blanchissage lors des deux premières rencontres, des victoires 4-0 et 6-0. Les Kings remportent le troisième match, mais sont finalement éliminés en cinq rencontres. Les Voyageurs retrouvent en finale de division les Braves et malgré l'avantage de la glace pour Boston, les Braves sont éliminés en quatre rencontres dont un blanchissage 2-0 lors du deuxième match. En finale de la Coupe Calder, Robinson et les Voyageurs rencontrent les Clippers de Baltimore ; les deux premières rencontres tournent à l'avantage des Clippers mais ils concèdent ensuite quatre défaites consécutives. Robinson et son équipe sont sacrés champions de la Coupe Calder.

### Les Canadiens de Montréal

#### Les premières années (1972-1975)

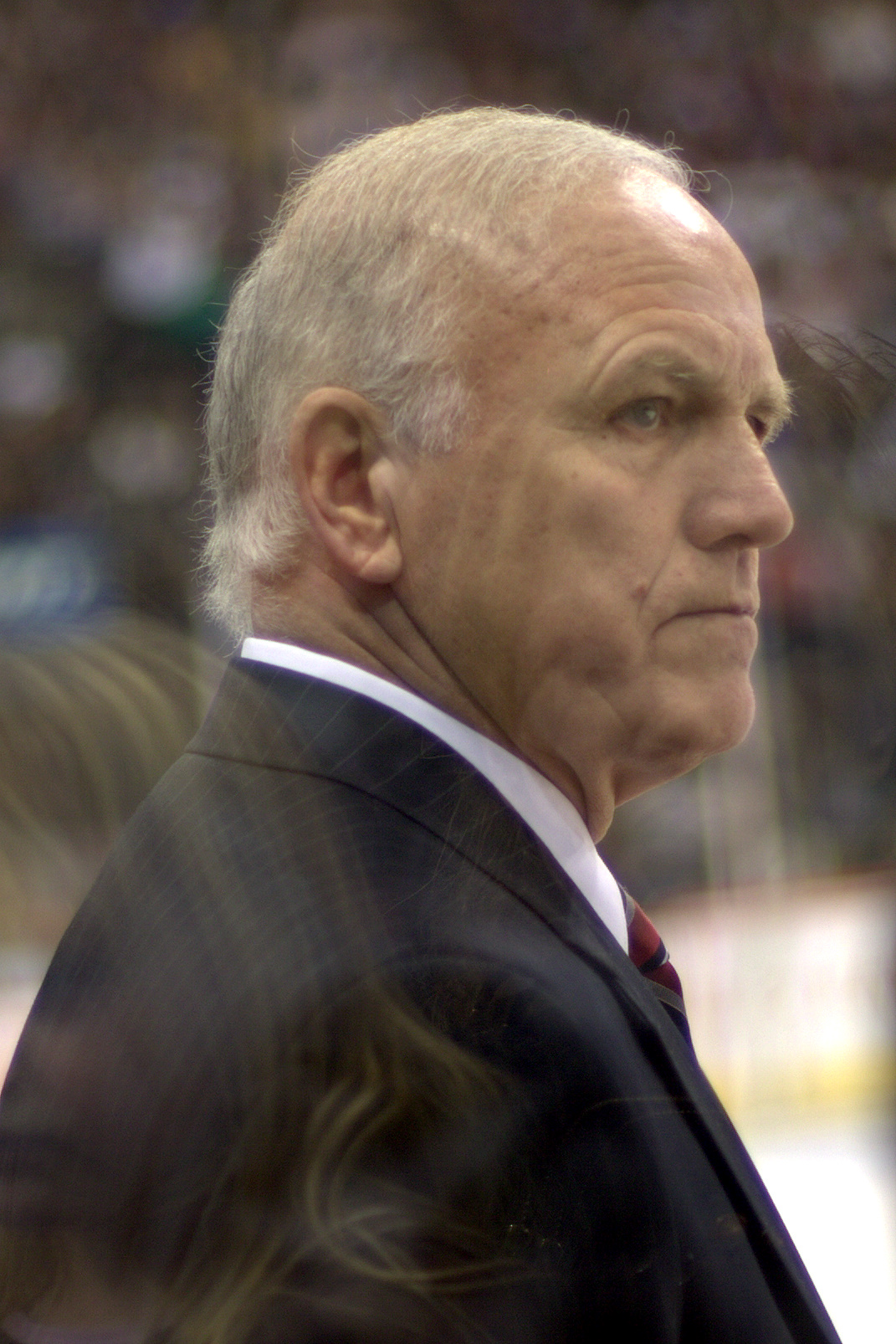
Jacques Lemaire, coéquipier de Robinson entre 1972 et 1979.

Une nouvelle organisation fait ses débuts en 1972, l'association mondiale de hockey (également désignée par le sigle AMH) qui permet à douze nouvelles franchises, dont les Nordiques de Québec, de faire leurs débuts. Ces derniers font, entre autres, l'acquisition du défenseur des Canadiens Jean-Claude Tremblay. Robinson, qui commence la saison avec les Voyageurs, profite de cette défection ainsi que des blessures de cadres de l'équipe pour faire ses débuts avec les Canadiens le 8 janvier 1973,. Il rejoint alors la défensive des Canadiens où il joue aux côtés de Guy Lapointe, Serge Savard ou encore Jacques Laperrière. Robinson inscrit le premier but de sa carrière lors d'une victoire 7-1 sur la glace des Kings de Los Angeles, le 3 février 1973. L'équipe termine à la première place de la LNH en comptant cent vingt points, treize de plus que la deuxième équipe de la ligue, les Bruins de Boston ; avec cent quatre-vingt-quatre buts encaissés, l'équipe des Canadiens est la seule franchise à concéder moins de deux cents buts. Les Canadiens jouent les séries éliminatoires et se qualifient pour la finale en éliminant les Sabres de Buffalo en six rencontres puis les Flyers de Philadelphie en cinq rencontres, Robinson permettant à son équipe de l'emporter lors du deuxième match en inscrivant le but de la victoire après six minutes de prolongation. Les Canadiens jouent la finale de la Coupe Stanley contre les Black Hawks de Chicago ; Robinson remporte le deuxième trophée de sa carrière en deux saisons alors que les Canadiens l'emportent 4-2 et leur dix-huitième coupe Stanley. D'un point de vue personnel, il joue onze des dix-sept matchs que joue son équipe lors des séries ; il inscrit un but et réalise cinq passes décisives.
La saison suivante, les Canadiens finissent à la deuxième place de la division Est derrière les Bruins de Boston alors que dans l'autre division, les Flyers de Philadelphie et les Black Hawks de Chicago terminent également avec un meilleur bilan que Montréal. Le champion en titre tombe dès le premier tour contre les Rangers de New York en six matchs. Robinson joue l'intégralité des matchs de la saison comptant vingt-six points ainsi que les six rencontres des séries pour un seul point. Il participe également au 27e Match des étoiles de la LNH qui se joue en janvier 1974. En 1974-1975, la LNH accueille deux nouvelles équipes dans ses rangs, les Scouts de Kansas City et les Capitals de Washington ; les deux divisions traditionnelles sont alors remplacées par deux associations composées chacune de deux divisions. Les Canadiens finissent en tête de leur nouvelle division, la division Norris, ainsi qu'à la première place de l'association Prince de Galles. Le trio formé par Lapointe, Savard et Robinson porte le surnom du Big Three et permet aux Canadiens d'être une des quatre équipes qui concède le moins de buts,. En tant que premiers de la division, les joueurs de Montréal sont directement qualifiés pour les quarts de finale contre les Canucks de Vancouver, premiers de la division Smythe. Montréal s'impose en cinq rencontres, la dernière se décidant après dix-sept minutes de prolongation et un but de Guy Lafleur. Lors des demi-finales de la Coupe Stanley, les Canadiens perdent les deux premières rencontres contre les Sabres de Buffalo avant de remporter les deux suivantes 7-0 et 8-2. Finalement, ce sont les Sabres qui se qualifient pour la finale en gagnant les deux dernières rencontres à chaque fois avec seulement un seul but d'écart. La saison est la dernière à laquelle participe le capitaine de l'équipe, Henri Richard.

#### La dynastie des Canadiens (1975-1979)

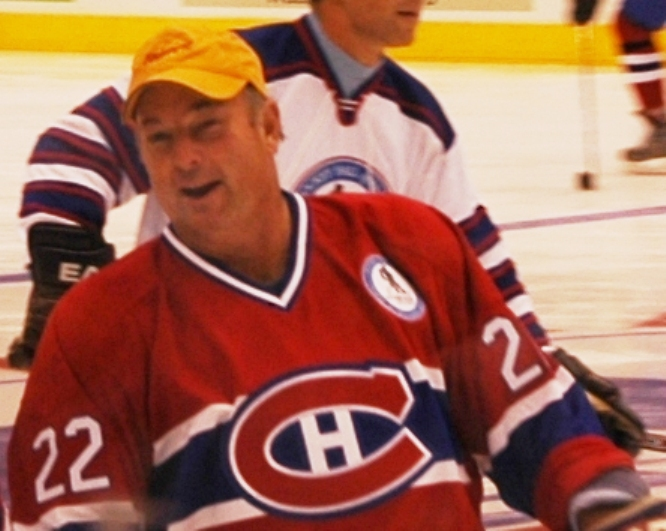
Steve Shutt (ici en 2008) joue aux côtés de Robinson entre 1972 et 1984.

Yvan Cournoyer est le nouveau capitaine des Canadiens pour la saison 1975-1976 alors que l'équipe termine à la toute première place du classement à l'issue de la saison régulière. Au cours des quatre-vingts matchs de la saison, l'équipe n'encaisse que cent soixante-quatorze buts grâce aux performances de la défense et de son gardien de but, Ken Dryden, qui termine avec une moyenne de 2,03 buts accordés par match et huit blanchissages en soixante-deux rencontres disputées. En attaque, l'équipe est menée par Guy Lafleur qui termine meilleur pointeur de la saison. Robinson inscrit dix buts et trente passes décisives et participe également au 29e Match des étoiles de la LNH. Montréal joue une nouvelle fois directement le deuxième tour des séries et y élimine les joueurs de Chicago en quatre matchs sans partage et en ne concédant que trois buts. Il faut cinq matchs aux joueurs dirigés par Scotty Bowman pour venir à bout des Islanders de New York et accéder à la finale de la Coupe Stanley. Les Flyers de Philadelphie sont doubles champions en titre et jouent à cette époque un jeu très physique qui leur vaut le surnom de Broad Street Bullies. La finale de la Coupe oppose donc la meilleure défense à la meilleure attaque de la saison régulière. Montréal remporte les quatre rencontres de la finale sur le score de 4-3, 2-1, 3-2 et 5-3 pour gagner sa dix-neuvième Coupe Stanley, la deuxième pour Robinson.
En septembre 1976, Robinson participe avec l'équipe du Canada à la Coupe Canada 1976, première édition de cette nouvelle compétition internationale. Douglas Fisher membre de Hockey Canada et Alan Eagleson de l'Association des joueurs de la ligue nationale de hockey réussissent à monter une nouvelle compétition entre les équipes d'Europe et celles d'Amérique du Nord, les pays participants étant invités. Les nations participant au tournoi sont les États-Unis, la Finlande, la Suède, la Tchécoslovaquie, l'URSS et le Canada. Chaque équipe joue à tour de rôle contre une autre nation et les deux meilleures équipes jouent ensuite une série finale au meilleur des trois matchs pour déterminer les vainqueurs. En cinq rencontres, le Canada ne s'incline qu'une seule fois, une défaite 1-0 contre la Tchécoslovaquie : Vladimír Dzurilla arrête tous les tirs canadiens et Milan Nový inscrit le seul but du match. Les Tchécoslovaques se qualifient ainsi pour la finale alors que les Canadiens doivent attendre le dernier match contre les Soviétiques pour avoir leur place en finale.
Le premier match de la finale se joue le 13 septembre sur la patinoire de Toronto et le Canada s'impose sur le score de 6-0. Dans les buts de la Tchécoslovaquie, Dzurilla est remplacé au cours du premier match par Jiří Holeček qui est également titularisé pour le deuxième match. L'équipe du Canada remporte le deuxième match après deux périodes de prolongation par un but de Darryl Sittler. Robinson joue l'ensemble des sept matchs sans inscrire un seul point.
À la fin des rencontres de la saison régulière suivante, les Canadiens sont une nouvelle fois en tête de la LNH avec vingt points de plus que les Flyers de Philadelphie, deuxièmes au classement général. Montréal ne concède que cent soixante et onze buts et huit défaites, dont une seule à domicile. Steve Shutt est le meilleur buteur de la LNH alors que Lafleur est le meilleur pointeur de la saison régulière. Robinson quant à lui participe au 30e Match des étoiles de la ligue, compte quatre-vingt-cinq points et a également un différentiel plus / moins de +120. En première ronde des séries 1977, les Canadiens écartent les Blues de Saint-Louis en quatre matchs avant d'éliminer une nouvelle fois les Islanders en demi-finale, cette fois en six rencontres. La finale de la LNH oppose deux équipes qui ont eu l'habitude de se rencontrer régulièrement lors de la période des six équipes originales, les Bruins de Boston. Tous les matchs tournent à l'avantage des Canadiens qui l'emportent 7-3, 3-0, 4-2 et 2-1 pour une deuxième Coupe Stanley en deux saisons, leur vingtième au total.

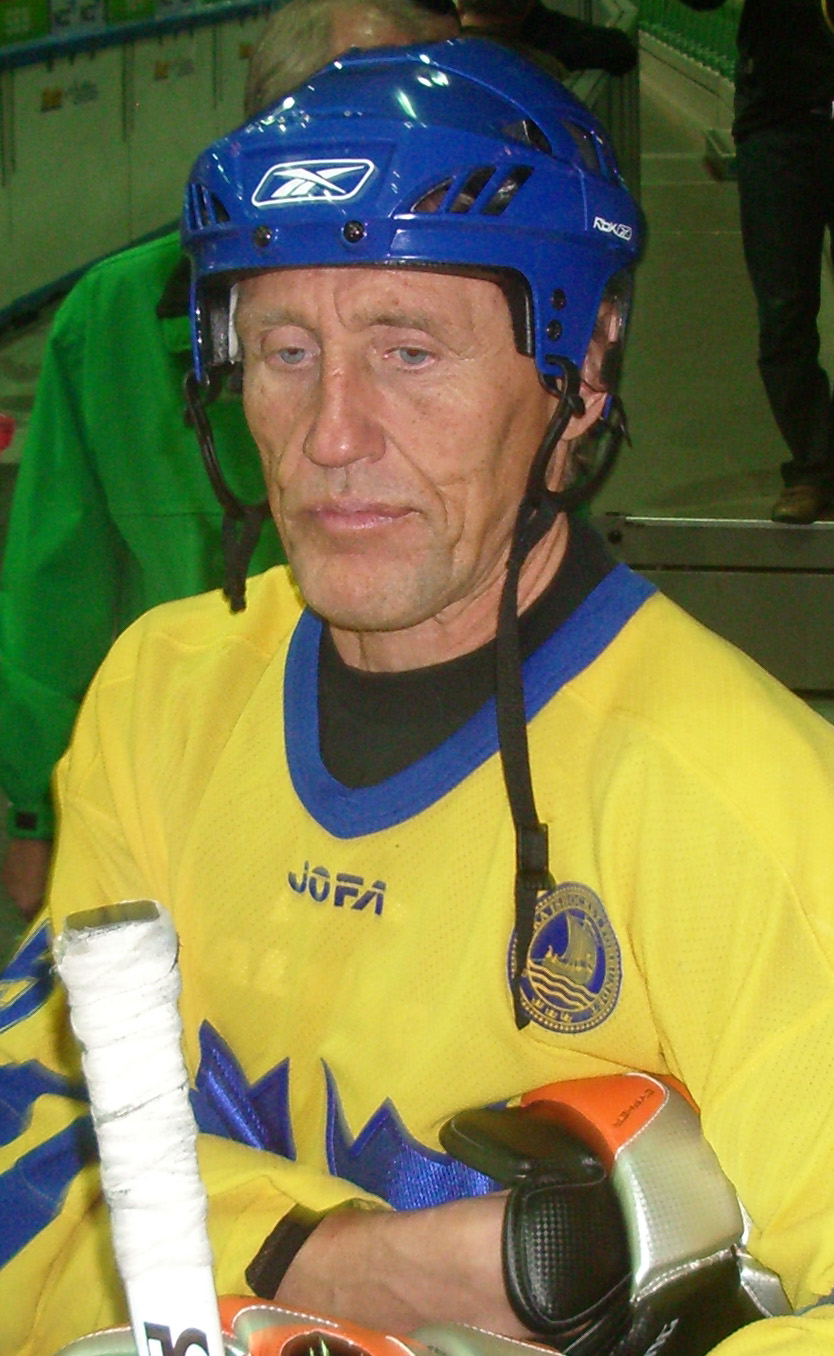
Börje Salming (ici avec l'équipe de Suède) est sélectionné dans la première équipe d'Étoiles de la LNH en compagnie de Robinson en 1976-1977.

Robinson est mis en avant à la fin de la saison : son total de quatre-vingt-cinq points et son différentiel de +120 sont deux records pour les Canadiens de Montréal. Il est nommé meilleur défenseur de la ligue et reçoit en conséquence le trophée James-Norris ; il est également nommé défenseur de la première équipe d'Étoiles de la LNH aux côtés de Ken Dryden dans les buts, Börje Salming des Maple Leafs en défense et de Marcel Dionne des Kings de Los Angeles ainsi que de Steve Shutt et Guy Lafleur des Canadiens en attaque.
En 1977-1978, les Canadiens dominent une nouvelle fois la ligue en terminant à la première place du classement avec cent vingt-neuf points. Lafleur est toujours le meilleur pointeur de la ligue avec cent trente-deux points et la défense de Montréal est la seule de la LNH à concéder moins de deux cents buts. Robinson joue une nouvelle fois le Match des étoiles de la LNH, le 31e et amasse soixante-cinq points. Les quarts de finale de la Coupe Stanley opposent les doubles champions en titre aux Red Wings de Détroit qui ne remportent que le deuxième match de la série avant d'être éliminés. Toronto perd également pied face à la puissance des Canadiens qui gagnent leur billet en finale en quatre rencontres malgré la présence dans les rangs des Maple Leafs de Lanny McDonald, Darryl Sittler ou encore le Suédois Börje Salming en défense. Les Bruins sont une nouvelle fois finalistes de la Coupe Stanley en 1978 et parviennent à remporter les troisième et quatrième matchs pour empêcher les Canadiens de s'octroyer une nouvelle Coupe Stanley trop facilement. Ces derniers gagnent tout de même le vingt-et-unième trophée de champions de leur histoire en remportant les deux rencontres suivantes.
Robinson et Lafleur comptent tous les deux vingt-et-un points au cours des séries éliminatoires et alors que Lafleur remporte les trophées Lester B. Pearson du meilleur joueur selon ses pairs, Art-Ross du meilleur pointeur et Hart du meilleur joueur selon les journalistes ; Robinson est désigné meilleur joueur des séries et remporte alors le trophée Conn-Smythe. Il est le deuxième défenseur de l'histoire à remporter le trophée, après Bobby Orr en 1970. Il est également désigné membre de la seconde équipe type de la saison.
Au cours de la saison 1978-1979, la suprématie des Canadiens de Montréal est mise à rude épreuve par les Islanders de New York qui terminent avec un point de plus que l'équipe du Québec. Bryan Trottier, vedette des Islanders, participe à la victoire des siens en étant le meilleur pointeur de la ligue ; il est suivi par Marcel Dionne et Lafleur finit à la troisième place du classement. Avec quarante-cinq points, Robinson est le cinquième pointeur de l'équipe et il participe en cours de saison à la Challenge Cup qui remplace le Match des étoiles. Ce challenge est en fait une confrontation entre une sélection des meilleurs joueurs de la LNH et l'équipe d'URSS. Les trois matchs sont joués en février 1979 dans le Madison Square Garden de New York et Robinson inscrit un but lors du deuxième match ; les Canadiens ne gagnent que le premier match 4-2 avant de perdre les deux autres rencontres 5-4 et 6-0.
Au cours des séries éliminatoires de 1979, Montréal poursuit sur son habitude en venant à bout des Maple Leafs en quatre rencontres avant de retrouver en demi-finale de la Coupe, les Bruins de Boston. Les Canadiens remportent les deux premiers matchs 4-2 et 5-2, mais Boston prend sa revanche en remportant les deux suivants 2-1 et 4-3. Le cinquième match est une victoire de Montréal 4-1, mais les Bruins reviennent à trois matchs partout en gagnant le sixième match 5-2. Un septième et dernier match se joue alors sur la glace de Montréal le 10 mai ; à quelques minutes de la fin du match, les Bruins mènent 4-3, mais Lafleur égalise pour les champions en titre et force la prolongation. La délivrance pour les joueurs locaux vient au bout de neuf minutes par un but d'Yvon Lambert. Les Rangers de New York parviennent quant à eux de se défaire des Islanders dans l'autre demi-finale et surprennent même Montréal lors du premier match de la finale de la Coupe Stanley. Cette défaite, 4-1, est la seule que concède l'équipe de Robinson qui remporte une quatrième Coupe consécutive. Robinson inscrit quinze points en série et est nommé une nouvelle fois dans la première équipe d'étoiles de la ligue. Il est finaliste pour recevoir le trophée James-Norris qui revient finalement à Denis Potvin des Islanders de New York.

#### La suite avec les Canadiens (1979-1985)

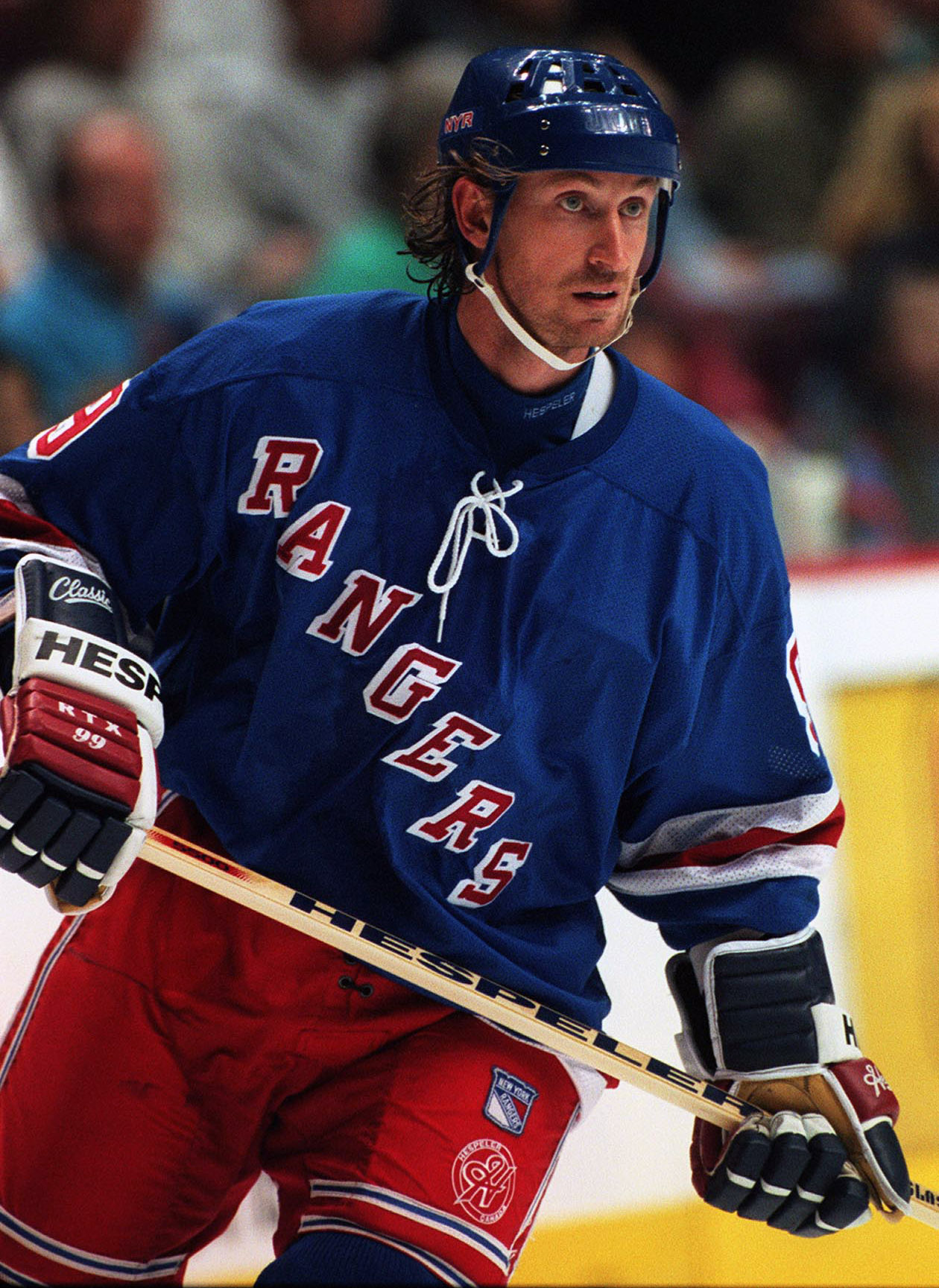
Wayne Gretzky (ici avec les Rangers de New York) fait ses débuts dans la LNH en 1979-1980.

Après ce nouveau succès, l'équipe de Montréal change radicalement avec le départ de nombreux cadres de l'équipe : Yvan Cournoyer, Ken Dryden et Jacques Lemaire, prennent tous les trois leur retraite alors que Bowman quitte l'équipe pour aller entraîner Buffalo. Serge Savard devient le nouveau capitaine de l'équipe qui termine première de sa division mais seulement troisième de la LNH derrière les Sabres et les Flyers, champions de la saison régulière. L'AMH venant d'arrêter ses activités, la LNH accueille quatre nouvelles franchises : les Nordiques de Québec, les Oilers d'Edmonton, les Jets de Winnipeg et les Whalers de Hartford. L'attaquant des Kings domine toujours le championnat des pointeurs mais il est égalé par un jeune joueur des Oilers, Wayne Gretzky ; Dionne est sacré meilleur pointeur car il compte deux buts de plus que le jeune Gretzky alors que Lafleur est troisième pointeur de la ligue. Robinson, qui joue en cours de saison le 32e Match des étoiles, connaît la deuxième meilleure saison de sa carrière en comptabilisant soixante-quinze points.
En raison de l'augmentation du nombre d'équipes, le premier tour des séries concerne l'intégralité des seize équipes qualifiées et les Canadiens jouent contre Hartford, quatorzième équipe qualifiée. Les Whalers sont balayés en trois rencontres 6-1, 8-4 et 4-3, victoire en prolongation. Montréal joue son quart de finale contre les North Stars du Minnesota et ces derniers surprennent la LNH en battant à deux reprises les Canadiens sur leur patinoire du Forum de Montréal. Les Canadiens prennent leur revanche en allant chercher deux victoires à l'extérieur 5-0 et 5-1 avant de continuer sur leur lancée 6-2 de retour à Montréal. Malgré ces trois bonnes rencontres, les deux derniers matchs de la série tournent à l'avantage des North Stars qui se qualifient en gagnant 5-2 puis 3-2. Malgré cette élimination précoce, Robinson est à nouveau récompensé en étant sélectionné dans la première équipe d'étoiles de la LNH et en recevant le trophée James-Norris du meilleur défenseur du circuit.
La saison 1980-1981 commence mal pour Montréal qui se retrouve au bout d'un mois à la dernière place du classement de la division. Malgré tout, avec cent trois points, les Canadiens sont une nouvelle fois premiers de leur division et troisième équipe de la LNH. Lors des séries éliminatoires, l'équipe de Robinson est éliminée dès le premier tour en perdant en trois rencontres contre les Oilers emmenés par Gretzky, meilleur pointeur de la saison régulière avec cent soixante-quatre points, un record pour la LNH. Robinson est tout de même élu dans la seconde équipe type de la LNH.
À la suite de cette élimination précoce, Robinson est sélectionné pour jouer le championnat du monde 1981 qui se déroule en Suède ; depuis le début de sa carrière, Robinson a toujours joué plusieurs tours lors des séries et n'a donc jamais pu participer à aucune édition du championnat du monde avec son pays. Lors de la première ronde, le Canada termine à la deuxième place du groupe A, derrière les Soviétiques. L'équipe se qualifie ainsi pour la phase finale mais lors de cette phase, elle ne parvient pas à remporter la moindre victoire et finit finalement quatrième de la compétition. Quelques mois plus tard, la deuxième édition de la Coupe Canada se joue et cette fois, après une première phase, des demi-finales puis une finale sont jouées. Le Canada termine premier de la phase initiale avec une victoire 7-3 lors du dernier match contre l'URSS. En demi-finale, les joueurs canadiens éliminent les Américains sur le score de 4-1 mais les Soviétiques prennent leur revanche en finale en s'imposant 8-1.
Dans la LNH, Claude Ruel fait les frais de l'élimination passée des Canadiens en première ronde et il est remplacé derrière le banc par Bob Berry alors que la LNH se réorganise d'un point de vue géographique : les Canadiens rejoignent la division Adams avec les Bruins, les Nordiques, les Sabres et les Whalers. Au cours de la saison, le défenseur de l'Ontario joue le 34e Match des étoiles de la LNH et il termine sixième pointeur de l'équipe derrière Keith Acton qui compte quatre-vingt-huit points. Le meilleur pointeur de la saison est encore une fois le joueur des Oilers, Gretzky, qui devient le premier joueur de la LNH à dépasser les deux cents points avec un total de deux cent douze. Les Canadiens remportent pour la huitième saison consécutive le titre de champion de leur division et finissent troisièmes de la LNH, deux points derrière les Oilers et neuf derrière les Islanders, champions en titre de la Coupe Stanley. Les Canadiens de Montréal rencontrant au premier tour des séries les Nordiques de Québec, quatrièmes de la division Adams, sont favoris de la confrontation mais ce sont les Nordiques qui l'emportent au bout des cinq rencontres de la série, grâce à un but de Dale Hunter sur la glace de Montréal lors la victoire des siens 3-2.

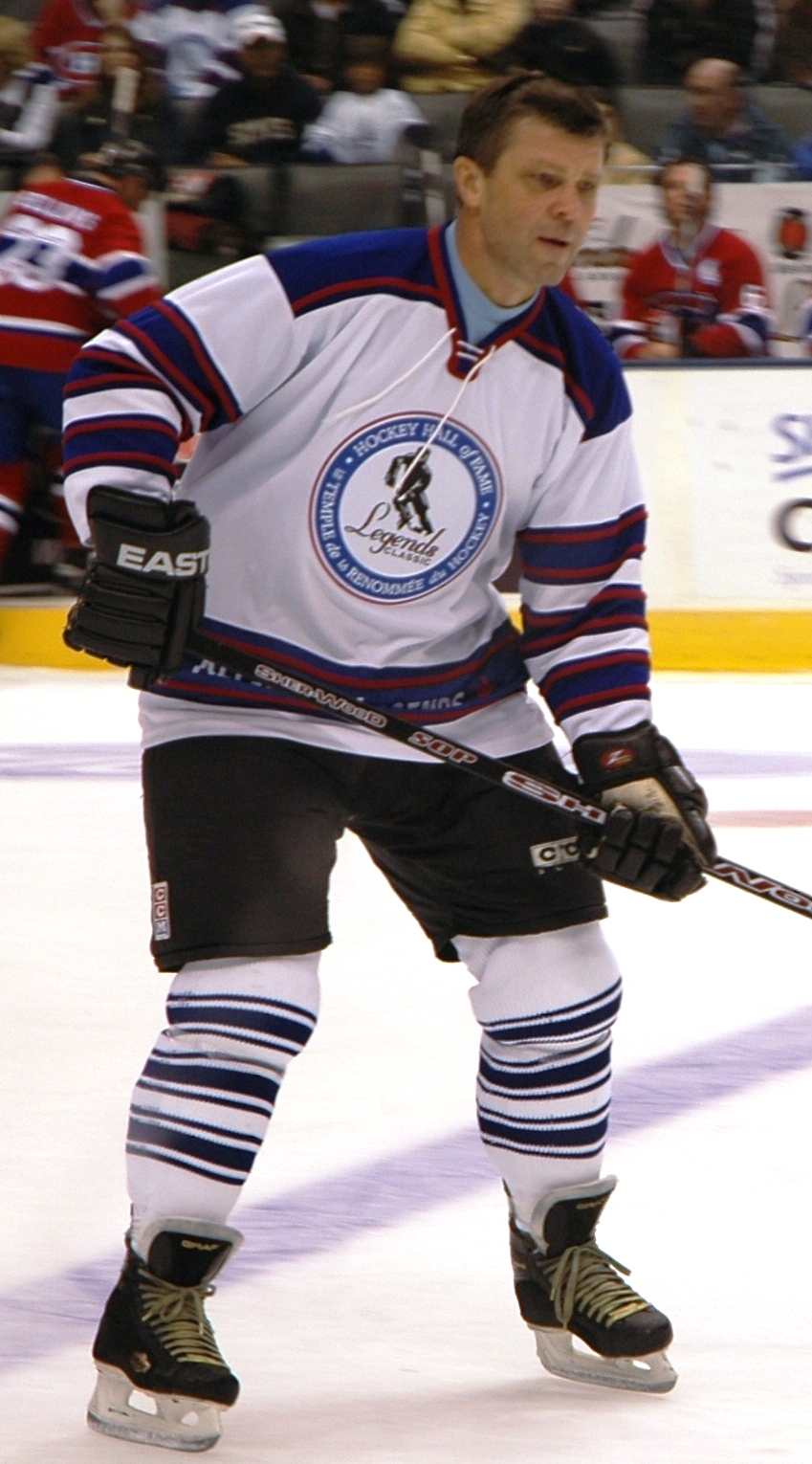
Peter Šťastný (ici en 2008) débute dans la LNH avec les Nordiques de Québec en 1980-1981.

Avant le début de la saison 1982-1983, les deux joueurs des Canadiens repêchés en 1971, Lafleur et Robinson, demandent une revalorisation de leur contrat et menacent leur direction de ne pas participer au camp d'entraînement si leurs exigences ne sont pas satisfaites. Finalement, les contrats sont revus le jour de l'ouverture du camp. Au cours des matchs de la saison régulière, Robinson compte soixante-trois points et le 27 février, il inscrit le 573e point de sa carrière dépassant ainsi Guy Lapointe pour devenir le meilleur défenseur au nombre de points de l'histoire des Canadiens de Montréal. Pour la première fois depuis 1973-1974, les joueurs de Montréal ne finissent pas en tête de leur division, étant devancés par les Bruins de Boston de douze points, puis sont éliminés une nouvelle fois en première ronde en perdant 3-0 contre les Sabres de Buffalo et en concédant deux blanchissages pour seulement deux buts inscrits.
Ronald Corey, président des Canadiens, procède à une vague de licenciements avant les débuts de la saison suivante pour essayer de redresser la barre en se séparant du directeur général, du directeur du recrutement et de l'entraîneur ; Berry revient derrière le banc de l'équipe avec l'assistance de Jacques Lemaire. Malgré ce changement de direction, l'équipe de Montréal connaît une saison difficile et Lemaire remplace Berry qui est congédié fin février. L'équipe se classe quatrième de la division Adams pour une des pires fiches de l'équipe depuis les années 1950, elle joue le premier tour des séries contre les Bruins de Boston, deuxième meilleure équipe de la saison régulière. Lemaire décide de titulariser le jeune gardien de son effectif, Steve Penney, et Montréal élimine à la surprise générale les Bruins en trois rencontres, 2-1, 3-1 et 5-0. L'équipe québécoise rencontre en finale de division, l'autre équipe de la province, les Nordiques de Québec. Chaque équipe remporte deux rencontres avant que Penney ne blanchisse les Nordiques 4-0 lors du cinquième match de la série. La sixième rencontre qui se joue le 20 avril 1984 est souvent surnommée « La bataille du Vendredi Saint » en raison de la brutalité du match. Alors que les Nordiques mènent la partie 1-0, les esprits s'échauffent quand Dale Hunter bouscule Penney. Chris Nilan des Canadiens s'en prend ensuite à Randy Moller des Nordiques, puis Mario Tremblay s'attaque à Peter Šťastný avant que Louis Sleigher prenne la défense des Nordiques en attaquant Jean Hamel et enfin qu'une mêlée générale éclate. 198 minutes de pénalités sont finalement distribuées aux deux équipes et cinq joueurs sont exclus du match alors que les Canadiens remportent le match et la série. Les Canadiens sont ensuite éliminés en finale d'association par les Islanders ; Penney décroche un nouveau blanchissage lors du premier match avant que les Canadiens s'imposent 4-2 lors de la deuxième rencontre mais l'équipe de New York remporte la série en gagnant quatre matchs consécutivement.
En septembre 1984, Robinson connaît sa dernière sélection internationale avec l'équipe du Canada pour la troisième édition de la Coupe Canada. L'URSS termine à la première place de la première phase devant les Américains, les Suédois et les Canadiens mais Robinson et ses coéquipiers parviennent à éliminer les Soviétiques en demi-finale 3-2 après prolongation. Le Canada remporte ensuite la coupe en battant la Suède 5-2 lors de la première manche de la finale puis 6-5 lors de la seconde après avoir mené 5-0.
L'équipe des Canadiens de Montréal fête lors de la saison 1984-1985 son soixante-quinzième anniversaire et à cette occasion, la direction demande à ses fans de choisir son équipe type. Celle-ci est dévoilée en janvier 1985 et Robinson fait partie du choix des fans en compagnie de Jacques Plante dans les buts, Douglas Norman Harvey comme autre défenseur, Maurice Richard, Jean Béliveau et Dickie Moore en attaque, le tout sous la « direction » de Hector « Toe » Blake. L'équipe de Montréal réalise un bon début de saison malgré le départ de deux cadres de son effectif : Shutt rejoint les Kings alors que Lafleur prend sa retraite fin novembre ; en défense, Robinson prend sous son aile deux jeunes défenseurs, Petr Svoboda et Chris Chelios. En fin de saison, Mats Näslund est le meilleur pointeur de l'équipe alors que les Canadiens parviennent à terminer en tête de leur division avec trois points d'avance sur les Nordiques.
Les Bruins de Boston sont opposés aux Canadiens lors du premier tour des séries éliminatoires et Montréal se qualifie trois victoires à deux, le dernier match étant remporté 1-0 grâce au blanchissage de Penney et au but de la qualification inscrit par Näslund. Les joueurs de Montréal retrouvent deux jours plus tard une autre équipe rivale, les Nordiques. Après six confrontations très serrées, Québec élimine Montréal lors du septième match avec une dernière rencontre conclue sur le score de 3-2, le but de la victoire des Nordiques étant inscrit par Šťastný en prolongation.

#### Une dernière Coupe Stanley (1985-1986)

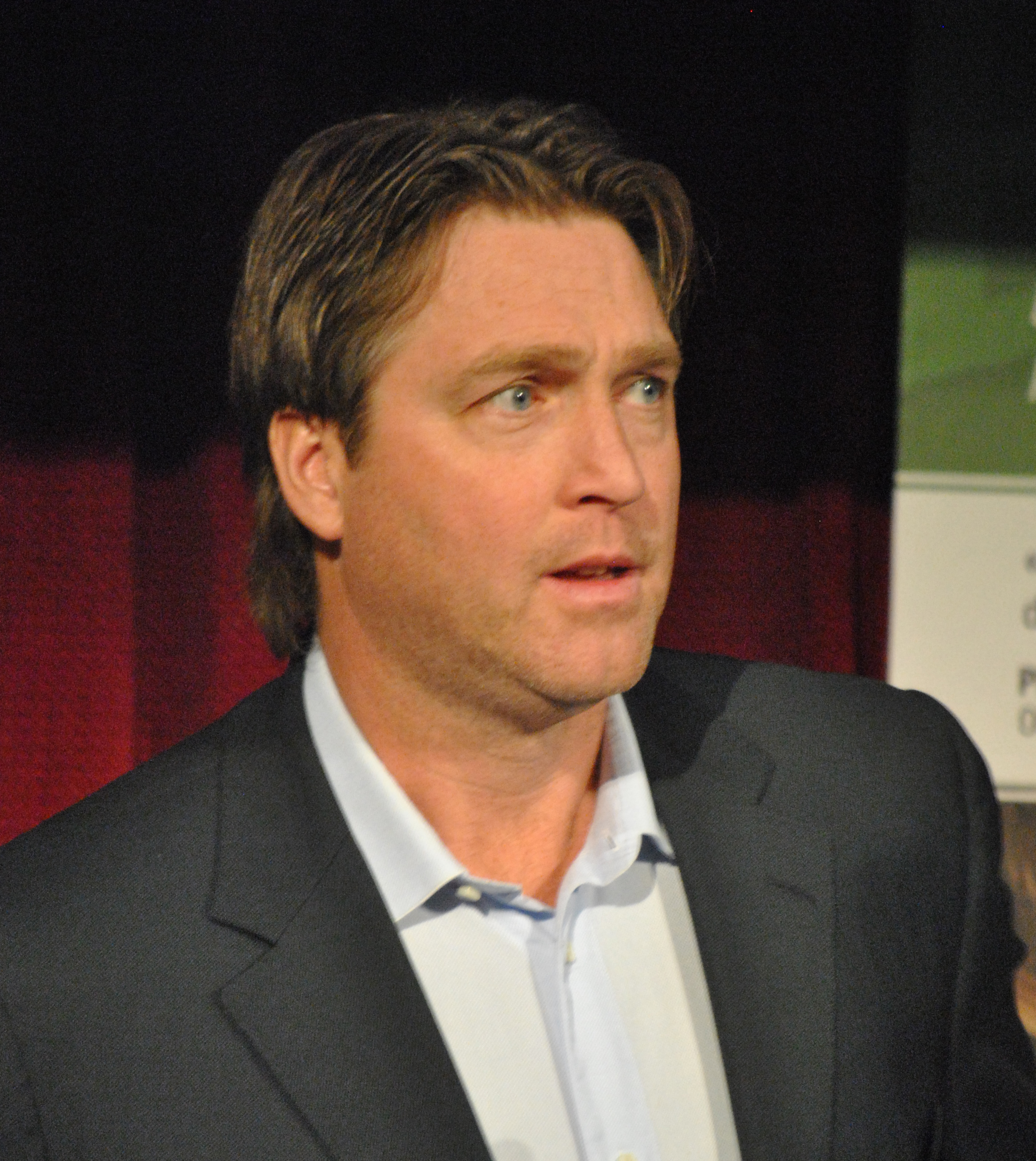
Patrick Roy (lors d'une association de presse au Cégep Limoilou) remporte la Coupe Stanley avec Robinson en 1985-1986.

Au début de la saison 1985-1986, les Canadiens changent d'entraîneur et voient arriver Jean Perron derrière leur banc. Le 19 décembre, Robinson inscrit le premier et unique tour du chapeau de sa carrière au cours d'une défaite 5-4 contre Québec. En février, il est une nouvelle fois sélectionné pour jouer le Match des étoiles de la LNH et est même désigné capitaine de l'association Prince de Galles. Un mois plus tard, il devient le quatrième joueur de la franchise de Montréal à jouer son millième match avec l'équipe ; il suit ainsi les traces de Jean Béliveau, Claude Provost et Henri Richard.
À la fin de la saison régulière, les Canadiens pointent à la deuxième place du classement de la division Adams en raison d'une série de six défaites consécutives qui leur coûte la première place du classement. Montréal joue le premier tour des séries contre la troisième équipe qualifiée de la division, les Bruins. Le jeune Claude Lemieux qui fait ses débuts avec l'équipe aide celle-ci à passer sans trop de difficultés Boston ; les Canadiens remportent les trois matchs de la série et Lemieux inscrit les buts vainqueurs des deux dernières rencontres. La finale de division oppose Montréal aux Whalers qui sont venus à bout des Nordiques en trois rencontres. L'équipe de la Nouvelle-Angleterre est menée par Ron Francis en attaque et sept matchs sont nécessaires à l'équipe du Québec pour en venir à bout. Dans les buts des Canadiens, Patrick Roy concède quatre buts lors du premier match mais se reprend ensuite et n'en accorde plus que huit lors des quatre matchs suivants. Le dernier match des séries se décide en prolongation et c'est une nouvelle fois Lemieux qui qualifie les siens. Les joueurs clés de la finale d'association sont les mêmes pour les Canadiens : Roy ne concède que neuf buts lors des quatre victoires et de l'unique défaite que concède Montréal aux Rangers, alors que Lemieux compte trois buts et deux passes décisives.
Les Canadiens retrouvent la finale de la Coupe Stanley pour la première fois depuis 1980 et la jouent contre les Flames de Calgary pour la première finale de coupe totalement canadienne depuis dix-neuf ans. Le premier match, joué à Calgary, se solde sur le score de 5-2 pour les joueurs locaux mais il s'agit de la seule victoire que parviennent à décrocher les Flames. Les Canadiens gagnent les quatre matchs suivants 3-2, 5-3, 1-0 et 4-3 et remportent ainsi leur vingt-troisième Coupe Stanley. Le jeune gardien de but de l'équipe, Roy, est désigné meilleur joueur des séries et reçoit le trophée Conn-Smythe. Robinson est, pour la dernière fois de sa carrière, désigné membre de la seconde équipe d'étoiles de la LNH.

#### Les dernières années avec Montréal (1986-1989)

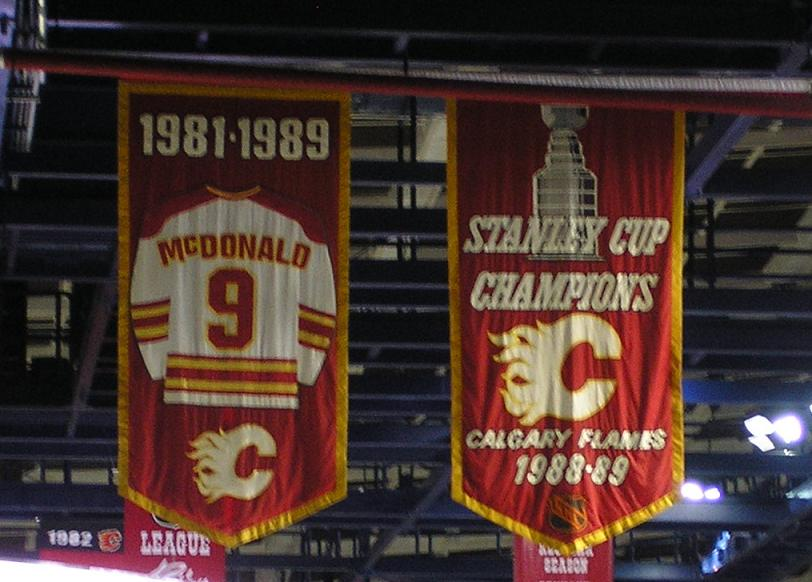
Bannières accrochées dans le Pengrowth Saddledome et commémorant la victoire en finale de la Coupe Stanley des Flames de Calgary en 1988-1989 contre les Canadiens et Robinson.

Avant le début de la saison suivante, le capitaine de l'équipe, Bob Gainey, se blesse ; pendant son absence, il est remplacé par Robinson. Les champions en titre poursuivent sur leur lancée et connaissent un très bon début de parcours. Après un passage à vide au milieu de la saison, Montréal se classe finalement à la deuxième place de la division, derrière Hartford. L'équipe élimine les Bruins de Boston en première ronde quatre matchs à zéro, la série se jouant désormais au meilleur des sept matchs. Depuis 1943, Boston n'a jamais réussi à éliminer Montréal des séries et ce revers est le dix-huitième que connaissent les Bruins. La finale de division voit également l'opposition de deux équipes antagonistes : les Canadiens et les Nordiques. Québec s'impose lors des deux premiers matchs de la série sur la glace de Montréal et les Canadiens répliquent de la même manière pour égaliser la série. Trois matchs de plus sont nécessaires pour voir un vainqueur, les deux équipes remportant chacune leur match suivant à domicile sur le score de 3-2. Finalement, lors du septième match, Robinson et les siens se qualifient pour la finale d'association en remportant le match 5-3. Les Canadiens sont éliminés à la porte de la finale par les Flyers de Philadelphie en six rencontres ; lors du cinquième match de la série, une victoire 5-2 des Canadiens, Robinson inscrit un but et réalise trois passes décisives.
En août 1987, Robinson se casse la jambe en jouant au polo et manque le début de la saison 1987-1988. À son retour au jeu, il prend officiellement position avec Chris Nilan contre les méthodes de l'entraîneur de l'équipe, Jean Perron. Malgré ces distensions, les Canadiens de Montréal finissent la saison à la première place de leur division avec Bobby Smith comme meilleur pointeur de l'équipe. L'équipe de Montréal passe le premier tour des séries qu'elle remporte en six rencontres contre les Whalers. En finale de division, les Canadiens chutent pour la première fois depuis quarante-cinq ans contre les Bruins de Boston : ils remportent le premier match 5-2 mais ils perdent les quatre rencontres suivantes.
Pour la saison 1988-1989, Pat Burns devient le nouvel entraîneur de l'équipe qui termine la saison à la première place de la division. Pour la dix-septième année de suite, Robinson prend ainsi part aux séries éliminatoires, un record de la LNH. Les Canadiens battent facilement au premier tour des séries les Whalers de Hartford, quatre matchs à zéro, et affrontent ensuite les habituels Bruins. Ils mènent la série 3-0 avant de concéder une défaite sur la glace de Boston mais finalement, ils se qualifient pour la finale d'association.
Les Canadiens de Montréal parviennent également à battre leur adversaire suivant, les Flyers, en six matchs et accèdent à la finale de la Coupe Stanley contre les Flames de Calgary. Le 19 mai, Larry Robinson joue le deux centième match de sa carrière dans les séries éliminatoires, une victoire 4-3 des Canadiens. Ces derniers ne parviennent pas à battre les Flames qui remportent les trois matchs suivants pour récolter la première Coupe de leur histoire. Robinson devient agent libre à la fin de la saison ; il totalise alors deux cent trois matchs des séries avec les Canadiens, un record pour la franchise du Québec et il est également le deuxième joueur le plus utilisé par les Canadiens en saison régulière avec 1 202 matchs joués, soit cinquante-quatre de moins que Henri Richard. Il signe avec les Kings de Los Angeles le 26 juillet 1989.

### Les Kings de Los Angeles (1989-1992)
Robinson rejoint l'équipe des Kings qui est menée offensivement par la vedette canadienne, Wayne Gretzky. Les Kings terminent la saison à la quatrième place de la division, la dernière qualificative et ils battent au premier tour des séries les champions en titre en six matchs pour retrouver les Oilers au deuxième tour. Même si ces derniers ont eu un peu de mal à se débarrasser des Jets de Winnipeg au premier tour – sept matchs ont été nécessaires, la série les opposant aux Kings ne traîne pas en longueur avec quatre victoires pour Edmonton 7-0, 6-1, 5-4 et 6-5. À la fin de la saison, Robinson est désigné joueur le plus populaire de l'équipe d'après un sondage interne à l'organisation.
Lors de la saison 1990-1991, les Kings se placent à la première place de la division Smythe alors que Gretzky est toujours le meilleur pointeur de la LNH avec cent soixante-trois réalisations ; le vétéran Robinson compte quant à lui vingt-trois points dont un seul but. Les Kings finissent pour la première fois de leur histoire à la première place de la division avec cent deux points, le deuxième plus haut total de la franchise après la saison 1974-1975, année où ils comptent trois points de plus. Avec quarante-six victoires au cours de la saison, ils connaissent le meilleur total de leur histoire. Lors des séries, alors qu'ils sont favoris pour la Coupe, les joueurs des Kings peinent à éliminer au premier tour les Canucks de Vancouver en six matchs mais ils chutent au deuxième tour, à nouveau contre les Oilers, avec quatre des six matchs joués allant en prolongation.
Les Kings terminent la saison 1991-1992 à la deuxième place de leur division, derrière les Canucks. Robinson ne joue qu'une cinquantaine de matchs pour treize points mais il est une nouvelle fois sélectionné pour jouer le Match des étoiles de la LNH. L'équipe des Kings est éliminée dès le premier tour des séries par les Oilers en six matchs, alors que Robinson ne participe qu'à deux rencontres, les deux dernières de sa carrière de joueur. Il met en effet fin à sa carrière après vingt saisons dans la LNH, jouant chaque année les séries éliminatoires et totalisant le plus grand nombre de matchs en phase finale, tous postes confondus, soit 227,.

### En tant qu'entraîneur

#### Assistant-entraîneur avec les Devils (1993-1995)

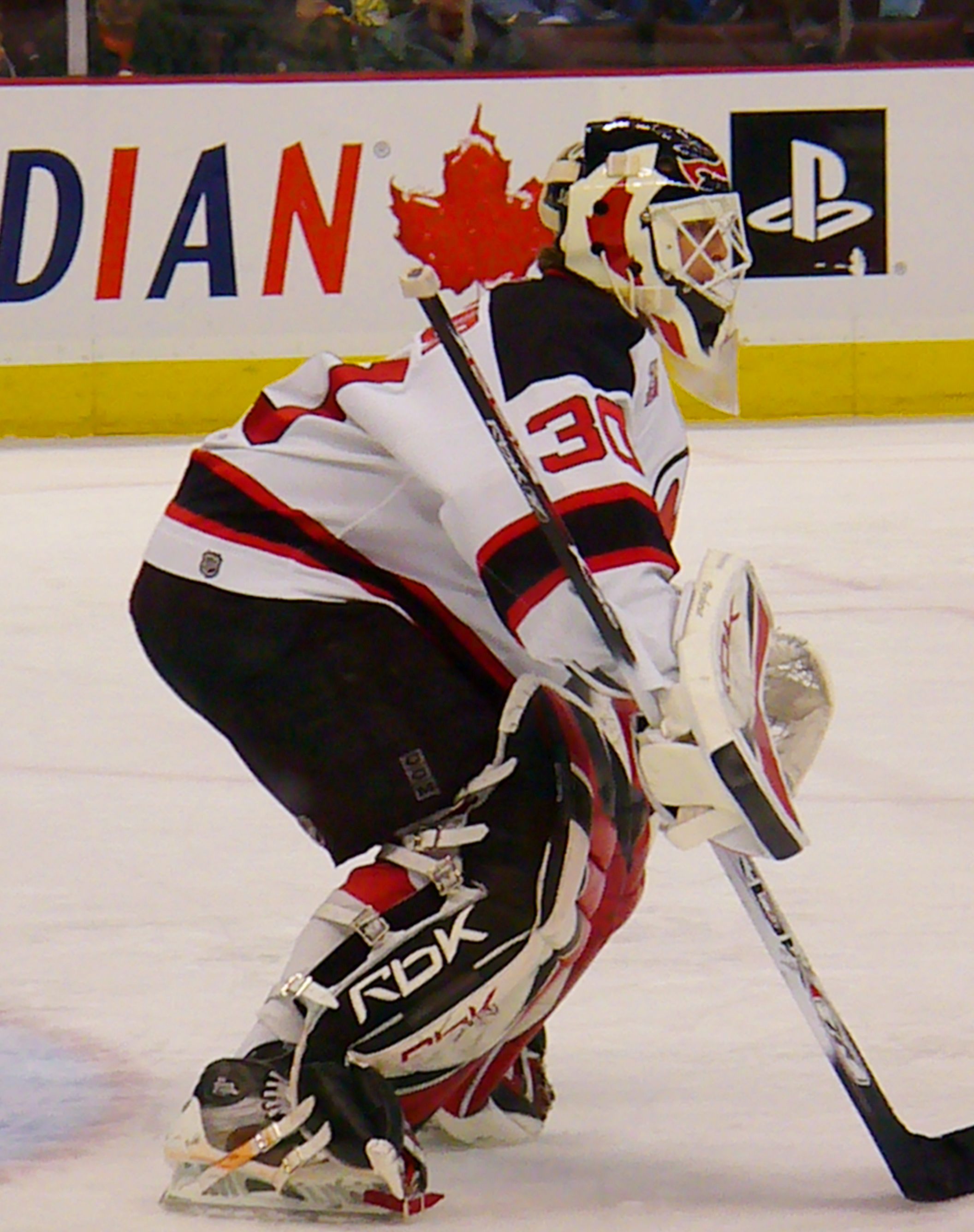
Martin Brodeur fait ses débuts en tant que recrue avec les Devils du New Jersey sous la direction de Jacques Lemaire et de Robinson.

Après l'arrêt de sa carrière, Robinson décide de prendre une année hors du monde du hockey ; il fait son retour le 30 juin 1993 quand il accepte de devenir assistant de l'entraîneur des Devils du New Jersey, Jacques Lemaire. Ce dernier a explicitement demandé au président des Devils, Lou Lamoriello, d'engager son ancien coéquipier comme entraîneur. Robinson signe alors un contrat pour deux saisons, avec une option supplémentaire pour une extension.
Lors de la saison 1993-1994, l'équipe des Devils termine à la deuxième place de la division Atlantique ; elle compte cent six points récoltés en réalisant quarante-sept victoires, douze matchs nuls contre vingt-cinq défaites. Les Rangers de New York sont la meilleure équipe de la division ainsi que de l'ensemble de la LNH. L'équipe des Devils est menée par Scott Stevens, défenseur et capitaine de l'équipe, mais également meilleur pointeur de la formation sur l'ensemble de la saison régulière. L'équipe des Devils passe les deux premiers tours des séries en éliminant les Sabres de Buffalo en sept matchs puis les Bruins en six rencontres mais en finale d'association, l'équipe du New Jersey rencontre celle de New York qui l'emporte au bout du septième match. À la fin de la saison, Martin Brodeur, le gardien de l'équipe, reçoit le trophée Calder remis chaque année au meilleur joueur recrue de la saison. Dans le même temps, Lemaire est sacré meilleur entraîneur de la saison et reçoit le trophée Jack-Adams allant avec le titre.
Le début de la saison suivante est écourté en raison d'un lock-out qui dure pendant une centaine de jours. Les premiers matchs sont finalement joués mi-janvier. Quarante-huit rencontres sont disputées et les Devils terminent une nouvelle fois à la deuxième place de la division avec vingt-deux victoires et huit matchs nuls. Ils éliminent au premier tour des séries les Bruins de Boston 4-1 puis battent lors de la ronde suivante les Penguins de Pittsburgh, également en cinq matchs. Six matchs de plus sont nécessaires pour que l'équipe des Devils accède à sa première finale de la Coupe Stanley de son histoire après avoir éliminé les Flyers. Elle remporte le trophée en venant à bout en quatre matchs des Red Wings de Détroit, meilleure équipe de la saison régulière.
Un mois après avoir inscrit son nom pour la septième fois sur la Coupe Stanley, Larry Robinson quitte les Devils pour devenir le nouvel entraîneur de son ancienne équipe, les Kings de Los Angeles, où évolue toujours Gretzky. Il signe pour quatre saisons un contrat estimé à trois millions de dollars. 

#### Avec les Kings (1995-1999)
Au début du mois de septembre 1995, Robinson voit sa carrière de joueur couronnée par un des plus grands honneurs du monde du hockey : il est annoncé qu'il est admis au temple de la renommée du hockey le 20 novembre 1995.
En quatre saisons à la tête des Kings, il ne connaît qu'une seule année les séries éliminatoires. En effet, lors des deux premières saisons, en 1995-1996 et 1996-1997, son équipe termine à la sixième place de la division Pacifique, seuls les Sharks de San José faisant pire chaque année. Au cours de la première saison, Gretzky est échangé et rejoint les Blues de Saint-Louis ; bien qu'il ne joue qu'une soixantaine de rencontres dans la saison avec les Kings, il termine meilleur pointeur de l'équipe devant Dmitri Khristitch. Ce dernier est le meilleur pointeur de l'équipe lors de la saison suivante alors que Rob Blake est nommé nouveau capitaine de l'équipe.
Lors de la saison 1997-1998, l'équipe de Robinson se classe deuxième de la division derrière l'Avalanche du Colorado alors que Jozef Stümpel est le meilleur pointeur de la formation. Malgré cette qualification, ils chutent dès le premier tour des séries en quatre matchs secs contre les Blues de Saint-Louis. Enfin, lors de la saison 1998-1999, les Kings terminent à la cinquième et dernière place de la division. Au cours de cette saison l'équipe est menée par Luc Robitaille.
Le 19 avril 1999, le contrat de Robinson avec les Kings n'est pas renouvelé. Il quitte les Kings après quatre saisons avec cent vingt-deux victoires, cent soixante-et-une défaites et quarante-cinq matchs nuls. Un mois plus tard, il signe un nouveau contrat de trois saisons avec les Devils pour assister Robbie Ftorek.

#### Une nouvelle Coupe avec les Devils (1999-2000)

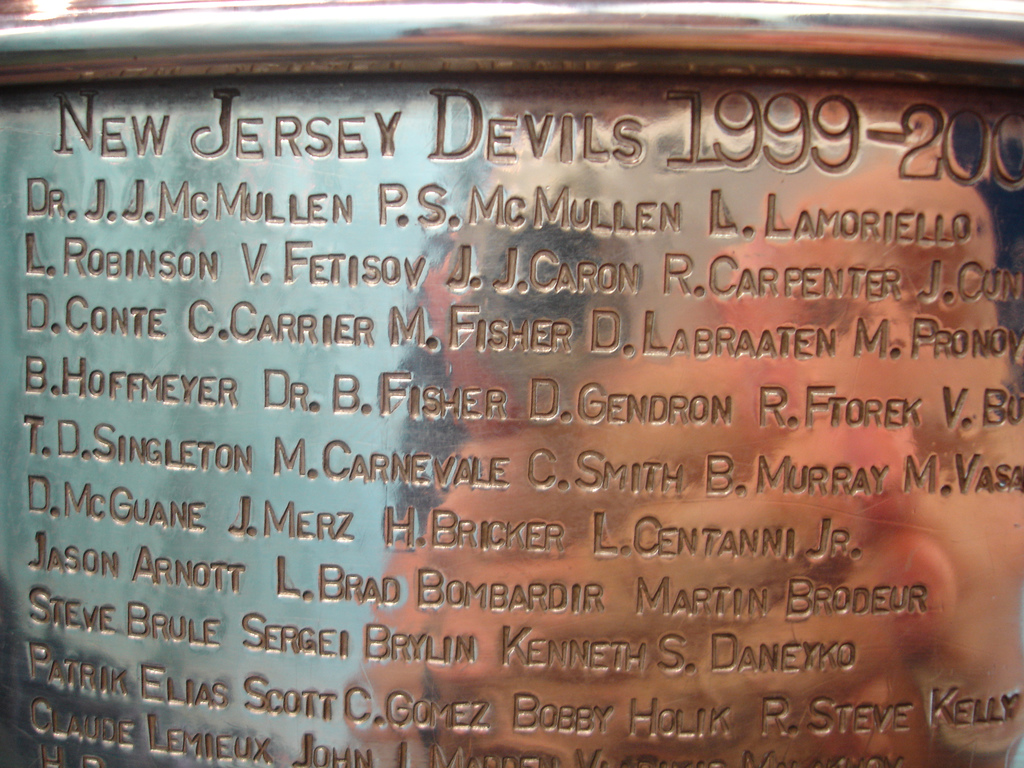
La Coupe Stanley et l'effectif des Devils 1999-2000 gravé.

Robinson commence donc la saison 1999-2000 en tant qu'assistant de Ftorek mais huit matchs avant la fin du calendrier, ce dernier est licencié par Lamoriello. À cette époque de la saison, l'équipe est la troisième meilleure équipe de la LNH et possède quatre-vingt-quinze points mais le directeur général de l'équipe considère qu'il est temps de se séparer de Ftorek après une série de dix-sept matchs où les Devils ne remportent que cinq victoires contre dix défaites et deux matchs nuls. Sous la direction de Robinson, l'équipe remporte quatre de ses huit dernières rencontres de la saison régulière pour se placer finalement à la deuxième place de la division Atlantique derrière les Flyers.
Au cours des séries éliminatoires, l'équipe du New Jersey élimine en première ronde les Panthers de la Floride en quatre matchs sans réponse de la part de son adversaire. Lors du tour suivant, l'équipe l'emporte sur les Maple Leafs de Toronto en six rencontres. Lors du dernier match de la série, Brodeur réalise un blanchissage lors de la victoire 3-0 l'équipe qui n'accorde que six tirs sur l'ensemble du match.
En finale d'association de l'Est, ils jouent contre les champions de leur division et sept rencontres sont nécessaires pour que les Devils viennent à bout des Flyers. Les Devils remportent le premier match mais sont ensuite menés trois matchs à un avant de parvenir à remporter les trois derniers matchs de la série. L'ultime rencontre est un succès 2-1 pour l'équipe du New Jersey avec un doublé de Patrik Eliáš. Ils rencontrent en finale de la Coupe Stanley les champions en titre, les Stars de Dallas. Les Devils remportent le premier match 7-3 avec des doublés de Jason Arnott et de Petr Sýkora. Les Stars gagnent le deuxième match 2-1 puis l'équipe du New Jersey remporte les deux autres matchs sur le même score de 3-1. Le gardien des Stars Ed Belfour blanchit les Devils 1-0 en effectuant quarante-huit arrêts après trois prolongations et 106 minutes de jeu ; Brodeur réussit à arrêter quarante tirs. Lors du sixième match, Arnott parvient à inscrire le but vainqueur après deux périodes de prolongation pour voir figurer une deuxième Coupe Stanley dans l'histoire des Devils.
Scott Stevens, défenseur et capitaine de l'équipe, est sacré meilleur joueur des séries et reçoit le trophée Conn-Smythe qui y correspond tandis que Scott Gomez reçoit le trophée Calder du meilleur joueur-recrue et Ken Daneyko le trophée Bill-Masterton du joueur ayant démontré le plus de qualité de persévérance et d'esprit d'équipe. Brian Rafalski et Gomez sont tous les deux mis en avant en étant sélectionnés dans l'équipe d'étoiles des recrues de la LNH. Un mois après cette nouvelle Coupe Stanley pour Larry Robinson, il annonce qu'il reste encore pour deux saisons avec l'équipe avec la possibilité, s'il le désire, d'être consultant pour deux saisons de plus. Il annonce également que Jacques Caron et Viatcheslav Fetissov, les entraîneurs adjoints de la saison qui vient de se terminer, sont reconduits dans leurs fonctions.

#### Défaite en finale, mais toujours avec les Devils

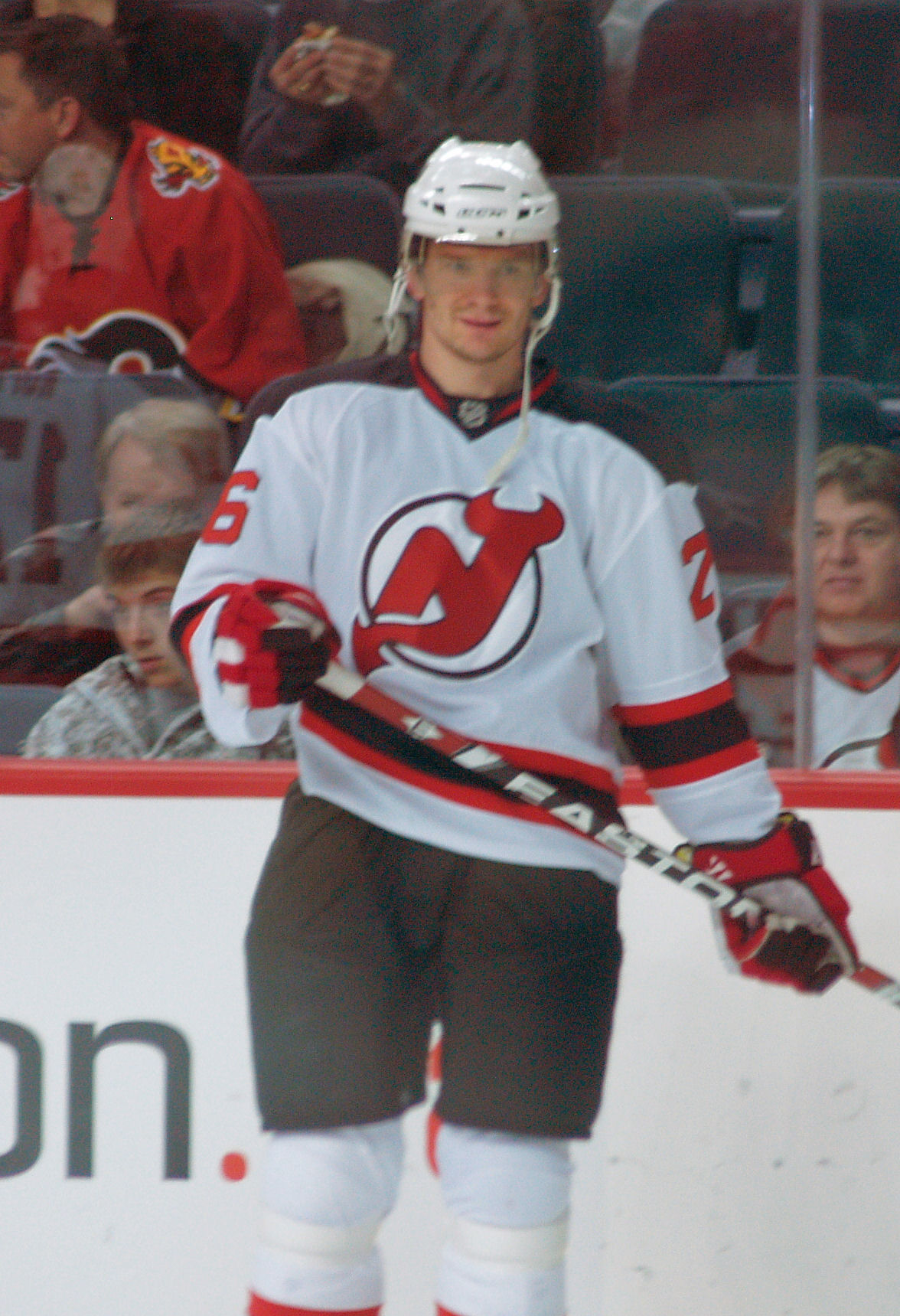
Patrik Eliáš est un des membres réguliers des Devils du New Jersey depuis 1997-1998.

Au cours de la saison suivante, les Devils terminent à la première place de leur division et de leur association après avoir connu une séquence de treize victoires consécutives entre le 26 février et le 23 mars 2001 ; avec cent onze points, ils sont la deuxième meilleure équipe de la saison, sept points derrière l'Avalanche du Colorado. Pour l'équipe, il s'agit du plus haut total de points qu'elle compte depuis ses débuts. Avec deux cent quatre-vingt-quinze buts inscrits, elle termine avec la meilleure attaque de la saison avec Patrik Eliáš comme meilleur pointeur de l'équipe.
Premiers qualifiés de la série pour l'association de l'Est, les Devils affrontent en première ronde les huitièmes qualifiés de l'Est, les Hurricanes de la Caroline, qui jouent les séries pour la deuxième fois de leur histoire. Très rapidement les Devils mènent trois matchs à zéro, avec deux blanchissages de Brodeur mais, les joueurs de la Caroline se donnent de l'espoir en remportant les deux matchs suivants avec un but de différence à chaque fois ; les Devils remportent tout de même la série en gagnant la sixième rencontre 5-1.
Lors de la ronde suivante, les joueurs de Robinson jouent contre les Maple Leafs de Toronto qu'ils parviennent à éliminer en sept matchs. En finale d'association, les Devils font chuter les Penguins de Pittsburgh en cinq rencontres dont deux par des blanchissages 3–0 et 5-0. En finale de Coupe Stanley, l'équipe affronte la meilleure formation de la saison régulière, l'Avalanche. Ce sont ces derniers qui remportent le premier match par un blanchissage 5-0 de l'ancien coéquipier de Robinson, Patrick Roy ; les Devils reviennent au score en remportant le deuxième match 2-1. Les deux équipes se partagent également les deux rencontres suivantes avant que les Devils prennent l'avantage en remportant le cinquième match 4-1. Mais ce sont finalement les joueurs de l'Avalanche qui remportent la deuxième coupe de leur histoire en gagnant les deux derniers matchs de la finale, 4-0 puis 3-1.
Robinson commence la saison 2001-2002 derrière le banc de l'équipe et doit composer avec les départs d'Aleksandr Moguilny, de Sean O'Donnell et de Ken Sutton ; il profite donc de cette nouvelle saison pour intégrer des jeunes joueurs dans l'effectif comme Brian Gionta. En janvier, Robinson est démis de ses fonctions, Lamoriello expliquant que son entraîneur avait un tempérament trop coulant pour continuer à bien diriger l'équipe qui pointe alors à la neuvième place de l'association. Robinson est remplacé dans ses fonctions par Kevin Constantine mais il est malgré tout de retour derrière le banc de l'équipe quatre semaines plus tard en tant qu'assistant de Constantine. L'équipe des Devils termine troisième de sa division mais est éliminée dès le premier tour par les Hurricanes en six rencontres, la dernière sur le score de 1-0 par un but de Ron Francis.
À la suite de cette saison, Robinson entame des discussions avec d'autres franchises pour travailler avec elles mais aucune n'aboutit. Lamoriello crée un nouveau poste pour l'ancien joueur au sein de son organisation ; il est ainsi nommé special-assignment coach, un poste qui lui permet de se consacrer à la défense de l'équipe, au développement des jeunes joueurs et aux autres aspects défensifs de l'équipe. À la fin de la saison régulière 2002-2003, les Devils pointent à la première place de leur division, deuxièmes de l'association de l'Est puis remportent une nouvelle coupe Stanley à l'issue des séries en battant en finale les Mighty Ducks d'Anaheim en sept rencontres ; Robinson inscrit une nouvelle fois son nom sur le trophée.
Au cours de l'été qui suit ce nouveau trophée, les Rangers lui font une offre pour devenir leur nouvel entraîneur mais il refuse cette opportunité, préférant son poste de deuxième plan avec les Devils. Le 1er janvier 2004, il fait son entrée au sein du Panthéon des sports du Québec.
Robinson accepte de prendre la suite Pat Burns en juillet 2005 derrière le banc des Devils, ce dernier devant arrêter sa carrière pour lutter contre un cancer, mais début décembre, il quitte lui aussi ses fonctions. Il explique sa démission par son désir de vivre plus sereinement sa vie et d'en profiter : grand-père depuis un mois, il n'a pas encore eu le temps de rencontrer ses petits-enfants alors que son frère aîné est mort un an plus tôt.
Les Canadiens de Montréal prévoyant de fêter en 2009 leur centième anniversaire, ils décident de retirer un certain nombre de numéros d'anciens joueurs. Ainsi, au cours des différentes saisons suivantes, plusieurs anciens joueurs de l'histoire de l'équipe sont mis en avant : en 2005–2006, Dickie Moore, Yvan Cournoyer qui ont porté tous les deux le numéro 12, Bernard « Boom Boom » Geoffrion et son numéro 5 ; l'année suivante : le 18 de Serge Savard et le 29 de Ken Dryden alors qu'au cours de la saison 2007–2008, c'est au tour de Larry Robinson de voir son numéro 19 honoré au cours d'une cérémonie le 19 novembre 2007 avant une rencontre contre les Sénateurs d'Ottawa.

## Vie privée
Larry Robinson est issu d'une fratrie de cinq enfants : il a deux frères, Morris « Mo » (qui a joué un match avec le Canadien en 1979-1980) et Brian ainsi que deux sœurs, Linda et Carol. Il est marié à Jeannette et ensemble, ils ont deux enfants : un garçon, Jeffrey, et une fille nommée Rachelle. En 2005, Rachelle et son mari, Laurent, donnent naissance à des jumeaux : Brian et Blake. Il a également un autre petit-fils nommé Dylan.

## Statistiques

### Statistiques en club
Robinson passe vingt saisons en tant que joueur dans la LNH, ne manquant pas une seule fois les séries éliminatoires. Il se classe ainsi parmi les meilleurs joueurs de l'histoire de la LNH et également des Canadiens de Montréal. Il est pendant dix saisons, le meilleur pointeur pour les joueurs défenseurs de l'équipe, il totalise le meilleur différentiel +/- sur une saison pour les Canadiens en 1976-1977 avec +120 et compte également plusieurs records des Canadiens.
| Saison     | Équipe                          | Ligue      |       | Saison régulière | Saison régulière | Saison régulière | Saison régulière | Saison régulière | Saison régulière |    | Séries éliminatoires | Séries éliminatoires | Séries éliminatoires | Séries éliminatoires | Séries éliminatoires | Séries éliminatoires |
| Saison     | Équipe                          | Ligue      | PJ    | B                | A                | Pts              | Pun              | +/-              | PJ               | B  | A                    | Pts                  | Pun                  | +/-                  |                      |                      |
| 1969-1970  | Braves de Brockville            | OJHL       | 40    | 22               | 29               | 51               | 74               |                  | -                | -  | -                    | -                    | -                    | -                    |                      |                      |
| 1970-1971  | Rangers de Kitchener            | AHO        | 61    | 12               | 39               | 51               | 65               |                  | 4                | 1  | 2                    | 3                    | 5                    |                      |                      |                      |
| 1971-1972  | Voyageurs de la Nouvelle-Écosse | LAH        | 74    | 10               | 14               | 24               | 54               |                  | 15               | 2  | 10                   | 12                   | 31                   |                      |                      |                      |
| 1972-1973  | Voyageurs de la Nouvelle-Écosse | LAH        | 38    | 6                | 33               | 39               | 33               |                  | -                | -  | -                    | -                    | -                    | -                    |                      |                      |
| 1972-1973  | Canadiens de Montréal           | LNH        | 36    | 2                | 4                | 6                | 20               | 3                | 11               | 1  | 4                    | 5                    | 9                    |                      |                      |                      |
| 1973-1974  | Canadiens de Montréal           | LNH        | 78    | 6                | 20               | 26               | 66               | 32               | 6                | 0  | 1                    | 1                    | 26                   |                      |                      |                      |
| 1974-1975  | Canadiens de Montréal           | LNH        | 80    | 14               | 47               | 61               | 76               | 60               | 11               | 0  | 4                    | 4                    | 27                   |                      |                      |                      |
| 1975-1976  | Canadiens de Montréal           | LNH        | 80    | 10               | 30               | 40               | 59               | 50               | 13               | 3  | 3                    | 6                    | 10                   |                      |                      |                      |
| 1976-1977  | Canadiens de Montréal           | LNH        | 77    | 19               | 66               | 85               | 45               | 120              | 14               | 2  | 10                   | 12                   | 12                   |                      |                      |                      |
| 1977-1978  | Canadiens de Montréal           | LNH        | 80    | 13               | 52               | 65               | 39               | 71               | 15               | 4  | 17                   | 21                   | 6                    |                      |                      |                      |
| 1978-1979  | Canadiens de Montréal           | LNH        | 67    | 16               | 45               | 61               | 49               | 33               | 16               | 6  | 9                    | 15                   | 8                    |                      |                      |                      |
| 1979-1980  | Canadiens de Montréal           | LNH        | 72    | 14               | 61               | 75               | 38               | 39               | 10               | 0  | 4                    | 4                    | 2                    |                      |                      |                      |
| 1980-1981  | Canadiens de Montréal           | LNH        | 65    | 12               | 38               | 50               | 37               | 47               | 3                | 0  | 1                    | 1                    | 2                    |                      |                      |                      |
| 1981-1982  | Canadiens de Montréal           | LNH        | 71    | 12               | 47               | 59               | 41               | 56               | 5                | 0  | 1                    | 1                    | 8                    |                      |                      |                      |
| 1982-1983  | Canadiens de Montréal           | LNH        | 71    | 14               | 49               | 63               | 33               | 32               | 3                | 0  | 0                    | 0                    | 2                    |                      |                      |                      |
| 1983-1984  | Canadiens de Montréal           | LNH        | 74    | 9                | 34               | 43               | 39               | 3                | 15               | 0  | 5                    | 5                    | 22                   |                      |                      |                      |
| 1984-1985  | Canadiens de Montréal           | LNH        | 76    | 14               | 33               | 47               | 44               | 33               | 12               | 3  | 8                    | 11                   | 8                    |                      |                      |                      |
| 1985-1986  | Canadiens de Montréal           | LNH        | 78    | 19               | 63               | 82               | 39               | 25               | 20               | 0  | 13                   | 13                   | 22                   |                      |                      |                      |
| 1986-1987  | Canadiens de Montréal           | LNH        | 70    | 13               | 37               | 50               | 44               | 24               | 17               | 3  | 17                   | 20                   | 6                    |                      |                      |                      |
| 1987-1988  | Canadiens de Montréal           | LNH        | 53    | 6                | 34               | 40               | 30               | 26               | 11               | 1  | 4                    | 5                    | 4                    |                      |                      |                      |
| 1988-1989  | Canadiens de Montréal           | LNH        | 74    | 4                | 26               | 30               | 22               | 23               | 21               | 2  | 8                    | 10                   | 12                   |                      |                      |                      |
| 1989-1990  | Kings de Los Angeles            | LNH        | 64    | 7                | 32               | 39               | 34               | 7                | 10               | 2  | 3                    | 5                    | 10                   |                      |                      |                      |
| 1990-1991  | Kings de Los Angeles            | LNH        | 62    | 1                | 22               | 23               | 16               | 22               | 12               | 1  | 4                    | 5                    | 15                   |                      |                      |                      |
| 1991-1992  | Kings de Los Angeles            | LNH        | 56    | 3                | 10               | 13               | 37               | 1                | 2                | 0  | 0                    | 0                    | 0                    |                      |                      |                      |
| Totaux LNH | Totaux LNH                      | Totaux LNH | 1 384 | 208              | 750              | 958              | 793              | 722              | 227              | 28 | 116                  | 144                  | 211                  |                      |                      |                      |

### Statistiques en équipe nationale
| Année | Équipe              | Evenements           |   | PJ | B | A | Pts | Pun                                                             |  | Résultat |
| 1976  | Canada              | Coupe Canada         | 7 | 0  | 0 | 0 | 0   | Victoire en finale deux matchs à zéro contre la Tchécoslovaquie |  |          |
| 1979  | Sélection de la LNH | Challenge Cup        | 3 | 1  | 0 | 1 | 0   | -                                                               |  |          |
| 1981  | Canada              | Championnat du monde | 6 | 1  | 1 | 2 | 2   | Quatrième place                                                 |  |          |
| 1981  | Canada              | Coupe Canada         | 7 | 0  | 1 | 1 | 2   | Défaite en finale 8-1 contre l'URSS                             |  |          |
| 1984  | Canada              | Coupe Canada         | 8 | 1  | 2 | 3 | 2   | Victoire en finale 2-0 contre la Suède                          |  |          |

### Statistiques d'entraîneur
Les statistiques présentées ici ne sont que celles des années où Robinson est l'entraîneur en chef de l'équipe.
| Saison    | Équipe               | Ligue |    | Saison régulière | Saison régulière | Saison régulière | Saison régulière | Saison régulière | Saison régulière | Saison régulière     |                      | Séries éliminatoires | Séries éliminatoires | Séries éliminatoires | Séries éliminatoires                              | Séries éliminatoires |  | Remarques |
| Saison    | Équipe               | Ligue | PJ | V                | D                | N                | DP               | Pts              | Classement       | PJ                   | V                    | D                    | %V                   | Parcours |                                                   |                      |  | Remarques |
| 1995-1996 | Kings de Los Angeles | LNH   | 82 | 24               | 40               | 18               | -                | 66               | 6e Pac.          | Équipe non qualifiée | Équipe non qualifiée | Équipe non qualifiée | Équipe non qualifiée | Équipe non qualifiée | -                                                 |                      |  |           |
| 1996-1997 | Kings de Los Angeles | LNH   | 82 | 28               | 43               | 11               | -                | 67               | 6e Pac.          | Équipe non qualifiée | Équipe non qualifiée | Équipe non qualifiée | Équipe non qualifiée | Équipe non qualifiée | -                                                 |                      |  |           |
| 1997-1998 | Kings de Los Angeles | LNH   | 82 | 38               | 33               | 11               | -                | 87               | 2e Pac. 5e Ouest | 4                    | 0                    | 4                    | 0                    | 0-4 Blues de Saint-Louis | -                                                 |                      |  |           |
| 1998-1999 | Kings de Los Angeles | LNH   | 82 | 32               | 45               | 5                | -                | 69               | 5e Pac.          | Équipe non qualifiée | Équipe non qualifiée | Équipe non qualifiée | Équipe non qualifiée | Équipe non qualifiée | -                                                 |                      |  |           |
| 1999-2000 | Devils du New Jersey | LNH   | 8  | 4                | 4                | 0                | 0                | 8                | 2e Atl. 4e Est   | 23                   | 16                   | 7                    | 69,6                 | 4-0 Panthers de la Floride · 4-2 Maple Leafs de Toronto · 4-3 Flyers de Philadelphie · 4-2 Stars de Dallas · Champions de la Coupe Stanley | Remplace Robbie Ftorek en fin de saison           |                      |  |           |
| 2000-2001 | Devils du New Jersey | LNH   | 82 | 48               | 19               | 12               | 3                | 111              | 1er Atl. 1er Est | 25                   | 15                   | 10                   | 60,0                 | 4-2 Hurricanes de la Caroline · 4-3 Maple Leafs de Toronto · 4-1 Penguins de Pittsburgh · 3-4 Avalanche du Colorado                        | -                                                 |                      |  |           |
| 2001-2002 | Devils du New Jersey | LNH   | 51 | 21               | 20               | 7                | 3                | 52               | -                | -                    | -                    | -                    | -                    | - | Remplacé en cours de saison par Kevin Constantine |                      |  |           |
| 2005-2006 | Devils du New Jersey | LNH   | 32 | 14               | 20               | 7                | 3                | 38               | -                | -                    | -                    | -                    | -                    | - | Démission le 19 décembre                          |                      |  |           |

## Trophées et honneurs personnels
- 1971-1972 : champion de la Coupe Calder avec les Voyageurs de la Nouvelle-Écosse de la Ligue américaine de hockey
- 1972-1973 : champion de la Coupe Stanley avec les Canadiens de Montréal de la LNH
- 1973-1974 : sélectionné pour jouer le 27e Match des étoiles de la LNH
- 1975-1976 :
  - sélectionné pour jouer le 29e Match des étoiles de la LNH
  - champion de la Coupe Stanley avec les Canadiens de Montréal de la LNH
- 1976-1977 :
  - sélectionné pour jouer le 30e Match des étoiles de la LNH
  - première équipe d'Étoiles de la LNH
  - trophée James-Norris du meilleur défenseur de la LNH
  - champion de la Coupe Stanley avec les Canadiens de Montréal de la LNH
- 1977-1978 :
  - sélectionné pour jouer le 31e Match des étoiles de la LNH
  - deuxième équipe d'Étoiles de la LNH
  - trophée Conn-Smythe du meilleur joueur des séries
  - champion de la Coupe Stanley avec les Canadiens de Montréal de la LNH
- 1978-1979 :
  - première équipe d'Étoiles de la LNH
  - champion de la Coupe Stanley avec les Canadiens de Montréal de la LNH
- 1979-1980 :
  - sélectionné pour jouer le 32e Match des étoiles de la LNH
  - première équipe d'Étoiles de la LNH
  - trophée James-Norris du meilleur défenseur de la LNH
- 1980-1981 : deuxième équipe d'Étoiles de la LNH
- 1981-1982 : sélectionné pour jouer le 34e Match des étoiles de la LNH
- 1985-1986 :
  - sélectionné pour jouer le 38e Match des étoiles de la LNH
  - deuxième équipe d'Étoiles de la LNH
  - champion de la Coupe Stanley avec les Canadiens de Montréal de la LNH
- 1988-1989 : sélectionné pour jouer le 40e Match des étoiles de la LNH
- 1990-1991 : sélectionné pour jouer le 42e Match des étoiles de la LNH
- 1991-1992 : sélectionné pour jouer le 43e Match des étoiles de la LNH
- 1994-1995 : champion de la Coupe Stanley avec les Devils du New Jersey de la LNH en tant qu'assistant-entraîneur de Jacques Lemaire
- 1995 : admis au temple de la renommée du hockey
- 1999-2000 : champion de la Coupe Stanley avec les Devils du New Jersey de la LNH en tant qu'entraîneur
- 2000-2001 : entraîneur adjoint lors du 51e Match des étoiles de la LNH
- 2002-2003 :
  - joue le match des légendes lors du Classique Héritage de la LNH
  - champion de la Coupe Stanley avec les Devils du New Jersey de la LNH en tant que special-assignment coach
- 2004 : admis au sein du Panthéon des sports du Québec
- 17 novembre 2007 : les Canadiens de Montréal retirent son numéro, le numéro 19
- 2017 : nommé parmi les 100 plus grands joueurs de la LNH à l'occasion du centenaire de la ligue[99]